# Daniel Kehlmann
Daniel Kehlmann (født 13. januar 1975, München) er en tysk forfatter. Han har både tysk og østrigsk statsborgerskab. Hans roman Die Vermessung der Welt (på dansk Opmålingen af verden) fra 2005 er den mest sælgende tysksprogede roman siden Patrick Süskinds Das Parfum (1985), og Opmålingen af verden var ifølge New York Times i 2006 internationalt den anden bedst sælgende bog.
Daniel Kehlmann har skrevet flere andre skønlitterære bøger og fungerer også som anmelder og essayist i forskellige tyske dagblade. Han er søn af skuespiller Dagmar Mettler og den østrigske filminstruktør Michael Kehlmann. Kehlmann er bosiddende i Wien og Berlin.
Oversat til dansk er hans romaner Jeg og Kaminski (2003), Fame (2010), Opmålingen af verden (2006), F (2014), Berømmelse (2018) og Tyll (2018).
Opmålingen af verden var oversat af Niels Brunse og er kommet i flere udgaver.

## Priser og udmærkelser
- 2006 Konrad-Adenauer-Litteraturpris[2]
- 2006 Heinrich-von-Kleist-prisen
- 2007 Welt-Litteraturpris
- 2008 PO Enquists pris; Thomas-Mann-pris
- 2010 Prix Cévennes du roman européen